# Ralf König
Œuvres principales
Conrad et Paul

Mural, Bruxelles

Ralf König, né le 8 août 1960 à Soest, est un auteur de bandes dessinées allemand, dont les récits humoristiques ont pour protagonistes en majorité des personnages homosexuels.
Surnommé le « Bretécher gay »,, il est entre autres le créateur de Conrad et Paul, un couple « libre » de gays vivant à Cologne, héros de plusieurs albums à l'humour décapant.

## Œuvre
Ralf König commence à publier ses dessins en 1979 dans le magazine underground Zomix. En 1981, sort le premier volume de Schwulcomics (publié en français sous le titre Gai Comix). De 1981 à 1986, il étudie à la KunstAkademie de Düsseldorf. En 1987, il publie Der bewegte Mann (Les Nouveaux Mecs), qui le rendra définitivement célèbre. Adapté pour le grand écran en 1994, Der bewegte Mann (Les Nouveaux Mecs) est l'un des plus grands succès publics du cinéma allemand. Seront aussi adaptés : Kondom des Grauens (La Capote qui tue) en 1996 sous le titre Killer Kondom, Wie die Karnickel (Comme des lapins) et Lysistrata en 2002. L'album Comme des lapins obtient en 2005 le Prix du scénario du Festival de bandes dessinées d'Angoulême.
L'œuvre de Ralf König est à la fois légère et sans tabous. Elle repose sur un comique de situation — souvent dans le registre du vaudeville. Derrière le paravent de l'humour, König évoque des thèmes essentiels tels que l'acceptation de la différence, les rapports hommes/femmes et homosexuels/hétérosexuels, les problèmes de couple, le sida, etc.
Dans ses albums, Ralf König ne fait pas mystère de ses goûts pour les hommes velus, musclés méditerranéens actifs, opposés aux Allemands ou aux Français, considérés respectivement comme peu attirants et trop sophistiqués. Il a lui-même déclaré que son œuvre était composée d'un tiers d'éléments autobiographiques, d'un tiers d'éléments empruntés à des gens de sa connaissance, et d'un tiers d'invention pure.
Étalée sur plus de trente ans, l'œuvre de König semble ainsi suivre l'évolution de la société, l'auteur ayant lui-même déclaré qu'il pensait être plus populaire, en Allemagne, chez sa propre génération quelle que soit leur sexualité, que chez les seuls homosexuels. Mais si le champ de ses scénarios s'élargit, Ralf König reste fidèle au thème principal de son œuvre : l'intolérance en général et envers l'homosexualité en particulier. Étant jeune, il développait ses histoires courtes dans l'esprit de la fin des années 1970, comportant surtout des provocations et revendications vindicatives destinées à un public uniquement homo, aidant à la constitution d'une identité positive publique qui manquait alors.
Les années 1990 n'étant plus portées par le militantisme, ses lecteurs n'étant plus exclusivement homos, le regard de Ralf König sur son microcosme homosexuel se fait plus distant. La communauté homosexuelle s'affirmant dans les médias, la politique, il lui est possible de publier des histoires plus critiques. Il se moque ainsi gentiment dans ses pages de la jeune génération, décrite comme futile, efféminée et inculte, accumulant les perles, ignorant que l'Allemagne a été divisée en deux états, pensant que leurs aînés commencent à souffrir d'Alzheimer à partir de trente-cinq ans, ne s'intéressant qu'aux sous-vêtements « Dolce & Gaballa » [sic], , etc. De même, depuis Comme des lapins, les albums décrivent de plus en plus des personnages homos et hétéros se fréquentant désormais et ayant des relations amicales – alors que les personnages des albums plus anciens évoluaient souvent strictement dans le milieu homo de Köln (Cologne) et ne fréquentaient guère d'hétérosexuels, à l'exception de leurs familles. Dans Djinn Djinn par exemple, le héros cohabite avec une colocataire hétéro, dont la place dans le scénario est au moins aussi importante que la sienne. Dans Et maintenant, allongez-vous, c'est même un (quasi) couple hétéro, qui est au centre de l'histoire.
Même si Ralf König avait déjà abordé la religion (notamment dans Super Paradise), Djinn Djinn est le premier album où il attaque de front l'ostracisme et le fanatisme religieux. Face à la résurgence des fondamentalismes religieux, qui tous ont en commun le rejet de l'homosexualité, il ne peut faire autrement que de thématiser ouvertement cette nouvelle forme d'intolérance. Ce sont pour lui les grandes lignes de la première décennie de ce siècle naissant.
Pour mieux se faire comprendre, et comme il se définit lui-même comme étant timide (ce qui est vrai) et n'aimant pas les interviews (ce qui est aussi vrai), Ralf König a conçu l'album Et en plus il est gaucher (Und das mit links en VO). Au départ destiné à un petit éditeur du monde homo en 1993, Janssen Verlag, Ralf König adapte cette histoire pour l'éditeur Carlsen et son grand public. Il y met en scène un journaliste avec lequel il va s'entretenir. Répondant à ses questions, typiques de celles que tout un chacun a pu se poser à son égard, il dévoile beaucoup de lui-même dans cette histoire.
Pour la France, et en collaboration avec Bruno Léandri, rédacteur en chef des Fluide glacial hors-série, Ralf König pré-publie en exclusivité des histoires courtes suivant le thème momentané du journal, donc hors de ses sentiers battus. Ces histoires se retrouveront plus tard dans les différents albums édités en Allemagne par Männerschwarm Verlag, puis en France par Glénat.
Il a également conçu la statuette des Teddy Awards.

## Adaptation de son œuvre en français
Jusqu'en 2014, tous les albums parus chez Glénat et dans Fluide glacial hors-série ont été traduits en français par Fabrice Ricker, un Français collectionneur de bandes dessinées habitant l'Allemagne et proche de Ralf König.
Les traductions des premiers opus prenaient le parti d'adapter le texte à la culture française : les personnages parlent en francs au lieu des marks, et les personnalités allemandes sont remplacées par leurs « équivalents » français (une femme qui déclare « la prochaine fois, je vote pour Franz Josef Strauß » dit en français « la prochaine fois je vote Le Pen », un homme qui parle d'un animateur télé allemand évoque, dans la version française, Patrick Sébastien, , etc.). Ce parti-pris est progressivement remplacé par celui qui consiste à conserver les références originales, mais en les expliquant par de fréquentes « notes du traducteur » en bas de page, visant mieux à comprendre la culture allemande. Afin de conserver le dynamisme des phrases originales et l'intention de l'auteur, la traduction est souvent une adaptation libre ; qui par exemple emploie souvent le mot « derechef » bien qu'il soit désuet et même fautif en français, puisqu'il signifie en fait « à nouveau » et non pas « immédiatement » (« sofort » dans la VO)). Il s'agit aussi parfois tout simplement de tenir compte de la dimension des bulles.
Une adaptation graphique étant parfois nécessaire, Fabrice Ricker travaille en étroite collaboration pour le lettrage avec Sébastien Douaud depuis Suck My Duck, ainsi qu'avec Claire Debout pour la relecture des traductions depuis Et maintenant allongez-vous. Pour la presque totalité des vingt premiers albums, le lettrage était réalisé à la main (à l'ancienne) par Jean-Pierre Tubetti.
Depuis Cornets d'amour, le flambeau a été repris par Jacky Nonnon, déjà traducteur de la série Motomania de Holger Aue.

## Publications
par ordre de publication originale
- Gai Comix (Schwulcomics, extraits des vol. 2, 3 et 4), Les Pirates associés, 1987 (édition originale : Verlag Rosa Winkel (de), Berlin, 1981-86) ;
- Les Nouveaux Mecs (Der bewegte Mann), trad. Fabrice Ricker, Glénat, 1993 (éd. originale : Ralf König et Carlsen Verlag, Hamburg, 1987) ;
- Lysistrata (id.) d'après la comédie antique du même nom d'Aristophane, trad. Fabrice Ricker, Glénat, 1992 (éd. originale : Rowohlt Verlag, Hamburg, 1987) ;
- Les Nouveaux Mecs 2 : Beau Bébé (Pretty Baby - Der bewegte Mann 2), trad. Fabrice Ricker, Glénat, 1994 (éd. originale : Rowohlt Verlag, Hamburg, 1988) ;
- Beach boys (id.), trad. Fabrice Ricker, Glénat, 1995 (Rowohlt Verlag, Hamburg, 1989) ;
- La Capote qui tue (Kondom des Grauens), trad. Fabrice Ricker, Glénat, 1991 (éd. originale : Kunst der Comics / Ralf König, 1988) ;
- Bien à fond (Prall aus dem Leben), trad. Fabrice Ricker, Glénat, 1996 (éd. originale : Ralf König et Carlsen Verlag, Hamburg, 1989) ;
- Le Retour de la capote qui tue (Bis auf die Knochen), trad. Fabrice Ricker, Glénat, 1991 (éd. originale : Kunst der Comics / Ralf König, 1990) ;
- Marrons glacés (Zitronenröllchen), trad. Fabrice Ricker, Glénat, 1991 (éd. originale : Ralf König et Carlsen Verlag, Hamburg, 1990) ;
- Cœurs chauds (Heiße Herzen) en collaboration avec Detlev Meyer, trad. Fabrice Ricker, Glénat, 1998 (éd. originale : Rowohlt Verlag, Hamburg & Jansen Verlag, 1990)[10] ;
- Fourré à la crème (Sahneschnittchen und andere SchwulComix), trad. Fabrice Ricker, Glénat, 1997 (éd. originale : Ralf König et Carlsen Verlag, Hamburg, 1992). Réédition de Schwulcomix 4, Verlag rosa Winkel, Berlin, 1986 ;
- Iago (Jago) d'après Shakespeare, trad. Fabrice Ricker, Glénat, 1999 (éd. originale : Rowohlt Verlag, Hamburg, 1998) ;
- Comme des lapins (Wie die Karnickel), trad. Fabrice Ricker, Glénat, 2004 (éd. originale : Rowohlt Verlag, Hamburg, 2003). Prix du scénario 2005 au Festival d'Angoulême ;
- Roy et Al (Roy und Al), trad. Fabrice Ricker, Glénat 2005 (éd. originale : Männerschwarm Verlag, Hamburg, 2004) ;
- Suck My Duck (id.), trad. Fabrice Ricker, Glénat, 2006 (éd. originale : Männerschwarm Verlag (de), Hamburg, 2004) ;
- Et en plus il est gaucher (Und das mit links !), trad. Fabrice Ricker, Glénat, 2006 (éd. originale : Ralf König et Carlsen Verlag, Hamburg, 2005). Autobiographie « décalée ». Réédition de Und das mit links, Jansen Verlag, 1993 ;
- Djinn Djinn : Le Sortilège de Sa'âdât (Dschinn, Dschinn – Der Zauber des Schabbar), tome 1, trad. Fabrice Ricker, Glénat, 2007 (éd. originale : Rowohlt Verlag, Hamburg, 2005) ;
- Djinn Djinn : Le Voile et le Péché (Dschinn, Dschinn 2 : Schleierzwang im Sündenpfuhl), tome 2, trad. Fabrice Ricker, Glénat, 2007 (éd. originale : Rowohlt Verlag, Hamburg, 2006) ;
- Étalons de Troie (Trojanische Hengste), trad. Fabrice Ricker, Glénat, 2009 (éd. originale : Männerschwarm Verlag, Hamburg, 2006) ;
- Et maintenant, allongez-vous (Hempels Sofa), trad. Fabrice Ricker, Glénat, 2010 (éd. originale : Rowohlt Verlag, Hamburg, 2007) ;
- Pain d'épice (Stutenkerle), trad. Fabrice Ricker, Glénat, 2011 (éd. originale : Männerschwarm Verlag, Hamburg, 2008) ;
- Prototype (Prototyp), trad. Fabrice Ricker, Glénat, 2011 (éd. originale : Rowohlt Verlag, Hamburg, 2008) ;
- Archétype (Archetyp), trad. Fabrice Ricker, Glénat, 2012 (éd. originale : Rowohlt Verlag, Hamburg, 2009) ;
- Antitype (Antityp), trad. Fabrice Ricker, Glénat, 2013 (éd. originale : Rowohlt Verlag, Hamburg, 2010) ;
- Cornets d'amour (Schillerlöckchen), trad. Fabrice Ricker ; Pour les histoires Chaleurs, Le Rouge et le Gris et Backstage parues dans Fluide glacial en 2008-2009 et Jacky Nonnon, Glénat, 2014 (éd. originale : Männerschwarm Verlag, 2009) [1];
- Les Onze Mille Vierges (Elftausend Jungfrauen), trad. Jacky Nonnon, Glénat, 2016 (éd. originale : Rowohlt Verlag, Hamburg, 2012)[11] ; Il s'agit d'une libre adaptation de la légende du martyre d'Ursule de Cologne[12].
- Mignardises (Götterspeise), trad. Jacky Nonnon, Glénat, 2016 (éd. originale : Männerschwarm Verlag, 2012)
- Porn Story (Porn Story), trad. Jacky Nonnon, Glénat, 2018 (éd. originale : Rowohlt Verlag, Hamburg, 2015)
- Santa Claus Junior (Santa Claus Junior), trad. Jacky Nonnon, Glénat, 2020 (éd. originale : Rowohlt Verlag, Hamburg, 2017)
- Homo erectus (Stehaufmännchen), trad. Jacky Nonnon, Glénat, 2021 (éd. originale : Rowohlt Verlag, Hamburg, 2019)

Avec Conrad et Paul
- Couilles de taureau (Bullenklöten !), trad. Fabrice Ricker, Glénat, 1994 (éd. originale : Ralf König & Männerschwarm Verlag, Hamburg, 1992) [13];
- Tranches de vit (Big Dick), trad. Fabrice Ricker, Glénat, 1995 (éd. originale : Ralf König et Carlsen Verlag, Hamburg, 1993) ;
- Cuirs et Sentiments (Overkill), trad. Fabrice Ricker, Glénat, 1996 (éd. originale : Ralf König et Carlsen Verlag, Hamburg, 1994) ;
- Damna internat, si anal ! (Batman Returns), trad. Fabrice Ricker, Glénat, 1999 (éd. originale : Ralf König et Carlsen Verlag, Hamburg, 1997) ;
- Super Paradise (id.), trad. Fabrice Ricker, Glénat, 2000[14] (éd. originale : Männerschwarm Verlag, Hamburg, 1999) ;
- Poppers ! Mange-cul ! Pince-tétons ! (Poppers! Rimming! Tittentrimm!), trad. Fabrice Ricker, Glénat 2002 (Männerschwarm Verlag, Hamburg, 2001)[15] ;
- Et maintenant, embrassez-vous ! (Sie dürfen sich jetzt küssen), trad. Fabrice Ricker, Glénat, 2005 (éd. originale : Rowohlt Verlag, Hamburg, 2003) ;
- Conrad et  Paul : Une station spatiale nommée Désir (Konrad & Paul: Raumstation Sehnsucht), trad. Jacky Nonnon, Glénat, 2016 (éd. originale : Rowohlt, 2014)[16] ;
- Barry Rouston : Dans l'espace, personne t'entend grogner (Barry Hoden: Im Weltall hört dich keiner grunzen), trad. Jacky Nonnon, Glénat, 2017 (éd. originale : Männerschwarm, Hamburg, 2014)

- L'automne dans le pantalon (Herbst in der Hose), trad. Jacky Nonnon, Glénat, 2020 (éd. original : Rowohlt Verlag Gmbh, Reinbek bei Hamburg, 2017) L'album de la maturité.

Dans Fluide glacial hors-série
- Prototype (Prototyp), 6 pages, Fluide glacial hors-série n°32, Audie, Paris, 2005 ;
- Table des lois (Gesetzgeber), 6 pages, Fluide glacial hors-série n°36, Audie, Paris, 2006 ;
- Hotel Green Hell (id.), 6 pages, Fluide glacial hors-série n°38, Audie, Paris, 2007 ;
- Vie de famille (Oma ist tot), 6 pages, Fluide glacial hors-série n°40, Audie, Paris, 2007 ;
- Roy et Al – « Croquettes » (Roy und Al – „Trockenfutter”), 6 pages, Fluide glacial hors-série n°42, Audie, Paris, 2008 ;
- Chaleurs (Brunft), 8 pages, Fluide glacial hors-série n°44, Audie, Paris, 2008 ;
- Le Rouge et le Gris (Rot auf Grau), 4 pages, Fluide glacial hors-série n°46, Audie, Paris, 2009 ;
- Backstage (id.), 6 pages, Fluide glacial hors-série n°48, Audie, Paris, 2009 ;
- Stardust Memories (id.), 5 pages, Fluide glacial hors-série n°50, Audie, Paris, 2010 ;
- Diagnostique (Diagnostik), 2 pages, Fluide glacial hors-série n°52, Audie, Paris, 2010 ;
- Le Boulet de l'évolution (Evolutionsbremse), 5 pages, Fluide glacial hors-série n°54, Audie, Paris, 2011 ;
- 1986 : Les Pédés et la Technique (1986: Tunten und Technik), 4 pages, Fluide glacial hors-série n°56, Audie, Paris, 2011 ;
- La Guerre des petites roses (Röschenkrieg), 5 pages, Fluide glacial hors-série n°58, Audie, Paris, 2012 ;
- Que la lumière soit (Es werde Licht), 4 pages, Fluide glacial hors-série n°60, Audie, Paris, 2012.

Non parus en France
- Sylvester Tuntenball (éd. originale : Carlsen Verlag, Hamburg, 1991). Réédition de Schwulcomix 3, Verlag rosa Winkel, Berlin, 1985 ;
- Safere Zeiten und Macho Comix (éd. originale : Männerschwarm Verlag, Hamburg, 1997). Réédition de deux histoires publiées entre 1984 et 1988 ;
- Der dicke König (éd. originale : Ehapa Comic Collection, Köln, 2011).

## Distinctions
- 1992 : prix Max et Moritz du meilleur auteur germanophone de bande dessinée, pour l'ensemble de son œuvre
- 2005 : prix du scénario du Festival international de la bande dessinée d'Angoulême pour Comme des lapins
- 2006 : prix spécial du jury des prix Max et Moritz pour sa prise de position artistique concernant la controverse autour des caricatures de Mahomet
- 2010 : prix Max et Moritz du meilleur comic strip pour Prototype et Archétype
- 2014 : prix Max et Moritz exceptionnel pour une œuvre remarquable

### Documentaire
- Rosa Von Praunheim, Ralf König, roi de La Bd Gay, 2011, 80 min.